# Кликанова, Анна Петровна
Анна Петровна Кликанова (4 октября 1901 года, деревня Беловское, Костромская губерния, Российская империя — 24 октября 1974 года, Летнево, Пучежский район, Ивановская область, РСФСР, СССР) — колхозница, Герой Социалистического Труда (1950).

## Биография
Родилась 4 октября 1901 года в крестьянской семье в деревне Беловское Костромской губернии (сегодня — Пучежский район Ивановской области). В 1930 году вступила в сельскохозяйственную артель, которая позднее была преобразована в колхоз «Свобода». В 1935 году стала звеньевой льноводческого звена.
В 1949 году льноводческое звено под руководством Анны Кликановой собрало по 8,55 центнеров волокна льна и 7,78 центнеров семян льна с участка площадью 2 гектара. За этот доблестный труд она была удостоена в 1950 году звания Героя Социалистического Труда.
После пенсии проживала в селе Летнево. Скончалась 24 октября 1974 года и была похоронена на сельском кладбище села Воронцово Пучежского района.

## Награды
- Герой Социалистического Труда — указом Президиума Верховного Совета СССР от 9 июня 1950 года;.
- Орден Ленина (1950).